# Pablo Sánchez López

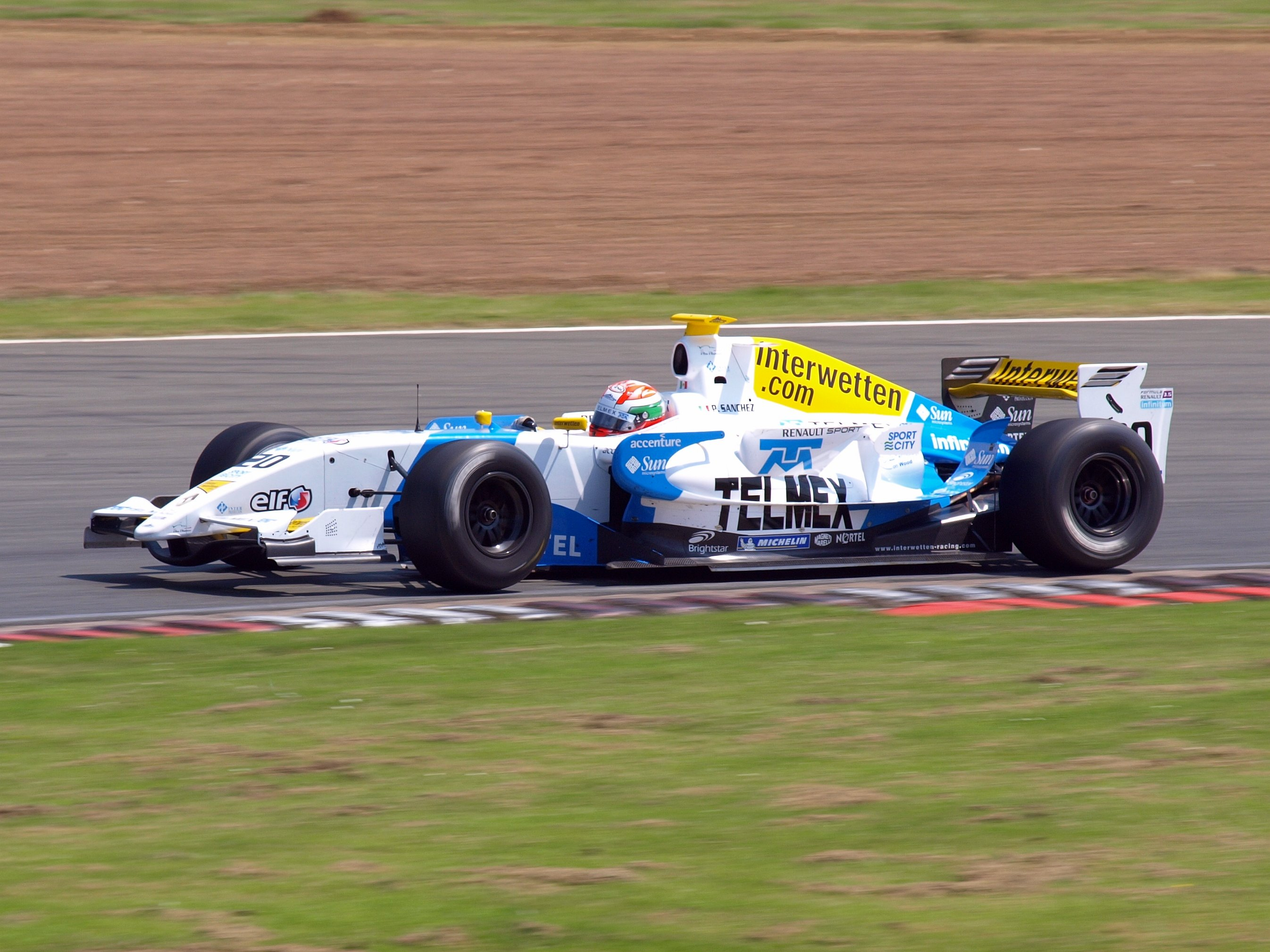
López in 2008 op het circuit van Silverstone

Pablo Sánchez López (Mexico-Stad, 9 februari 1990) is een Mexicaans autocoureur die anno 2010 in de GP3 rijdt voor Team Addax naast de Braziliaan Felipe Guimarães en de Italiaan Mirko Bortolotti. Hij nam deel aan het Italiaanse Formule 3-kampioenschap in 2009, waar hij als derde finishte en vier races won. Dankzij deze prestatie heeft hij een test bij het Ferrari Formule 1-team gekregen in de Young Driver Test op Jerez. López heeft ook deelgenomen aan kampioenschappen als de International Formula Master, waar hij als derde finishte in 2007 met twee overwinningen.

## GP3-resultaten
- Races vetgedrukt betekent polepositie, races schuingedrukt betekent snelste ronde

| Jaar | 1           | 2          | 3          | 4          | 5          | 6       | 7       | 8       | 9       | 10      | 11      | 12      | 13      | 14      | 15      | 16      | Rang | Punten |
| ---- | ----------- | ---------- | ---------- | ---------- | ---------- | ------- | ------- | ------- | ------- | ------- | ------- | ------- | ------- | ------- | ------- | ------- | ---- | ------ |
| 2010 | ESP FEA Ret | ESP SPR 15 | TUR FEA 21 | TUR SPR 16 | VAL FEA 14 | VAL SPR | GBR FEA | GBR SPR | GER FEA | GER SPR | HUN FEA | HUN SPR | BEL FEA | BEL SPR | ITA FEA | ITA SPR | 28*  | 0*     |

* Seizoen loopt nog.